# Лето (мифология)
Ле́то (др.-греч. Λητώ) — персонаж древнегреческой мифологии, под именем Латона (лат. Latona) перешедший в мифологию Рима. Титанида, возлюбленная Зевса, родившая от него Артемиду и Аполлона. Согласно классической версии мифа, ревнивая жена Зевса Гера запретила земной тверди предоставить Лето место для родов, и та скиталась по всей Элладе, пока боги не перенесли её на плавучий остров Делос. Гера долго удерживала на Олимпе богиню родов Илифию, без помощи которой на свет не появлялся ни один младенец; только после девяти дней схваток остальные боги убедили Илифию прийти на помощь роженице. В результате на свет появились двое близнецов, впоследствии принятых в сонм олимпийских богов. Лето тоже поселилась на Олимпе, где её приняли с почётом.
В других мифологических сюжетах Лето тоже фигурирует вместе со своими детьми. Она вмешивалась в Троянскую войну на стороне троянцев, её попытался изнасиловать великан Титий, который за это был убит Аполлоном и Артемидой. Царица Фив Ниоба оскорбила Лето, и дети богини отомстили, перебив всех детей царицы. Именно Лето уговорила Зевса смягчить для Аполлона кару за убийство киклопов, отправив его не в преисподнюю, а во временное рабство к Адмету.
Образ Лето представляет собой архетип прославленной в детях богини-матери. Её также почитали в качестве покровительницы плодородия, кормилицы и воспитательницы.

## В мифологии

### Происхождение
Согласно большинству античных источников, Лето была старшей дочерью титанов Коя и Фебы. Об этом пишут Гесиод, автор гомеровских гимнов, Акусилай, Псевдо-Аполлодор, Павсаний. Только Псевдо-Гигин называет Лето дочерью некоего Полоса, рождённого Эфиром и Геей, — персонажа, который больше нигде не упоминается, и который, судя по имени, считался олицетворением небосвода. Сестрой Лето Гесиод и Псевдо-Аполлодор называют звёздное божество Астерию, автор схолиев к «Аргонавтике» Аполлония Родосского — Ортигию. У Псевдо-Гигина упоминаются как дети Полоса Афирапа, Перс и Паллант, но в этом месте могло быть пропущено имя Крия — отца Перса и Палланта по классической версии мифа.

### Рождение Аполлона и Артемиды
Лето стала возлюбленной верховного бога Зевса; по данным схолиаста Пиндара, Зевс овладел ею, превратившись в перепела. Забеременев, Лето долго скиталась по всей Эгеиде в поисках места, где она могла бы спокойно родить. Титанида побывала на Крите, в Афинах, во Фракии, на побережье Малой Азии и во многих других местах, но нигде не находила пристанища. Причиной тому был либо запрет ревнивой жены Зевса Геры для всей земной тверди давать Лето место для родов, либо страх перед будущим сыном Лето, который должен был родиться «неукротимым и суровым». Согласно первому гомеровскому гимну, женщина спрашивала по всей Элладе, «не хочет ли кто стать родиной [её] сыну. Но трепетали все земли от страха, никто не решился». В конце концов остров Ортигия (Перепёлка) согласился принять Лето с условием, что станет центром культа её ребёнка. По одной из версий, Ортигия представляла собой комок земли, который некогда поднял со дна моря своим трезубцем Посейдон; остров плавал по морю и соответственно не мог считаться «земной твердью», а значит, запрет Геры на него не распространялся. После рождения Аполлона и Артемиды он стал неподвижным и получил название Делос.
Ещё одна версия мифа рассказывает, что, пока Лето рожала, Гера удерживала богиню-родовспомогательницу Илифию на Олимпе. Мучительные схватки продолжались девять дней. Вокруг Лето собрались «лучшие из богинь» (Фемида, Диона, Амфитрита, Рея), но они ничем не могли ей помочь. Наконец, богини отправили на Олимп Ириду, которая тайно встретилась с Илифией и передала ей драгоценное ожерелье. После этого Илифия спустилась на Делос, и сразу же родились близнецы — Артемида и Аполлон; по локальной делосской версии мифа, Илифия прибыла на помощь к Лето из Гипербореи. В источниках сообщаются разнообразные детали, которые нередко противоречат друг другу. Так, автор гомеровского гимна уточняет, что Лето рожала, прислонясь к горе Кинф; Феогнид и Каллимах локализуют роды на берегу Круговидного озера; другие авторы сообщают, что Артемида и Аполлон родились в разных местах, причём Артемида помогла матери родить второго ребёнка. Во время схваток Лето держалась руками за пальму, или за две пальмы, или за лавровое и масличное деревья. Перед рождением близнецов меонийские лебеди облетели Делос семь раз — по словам схолиаста Каллимаха, «потому, что Аполлон родился семимесячным».
Псевдо-Гигин приводит ещё одну версию мифа, по которой беременную Лето по приказу Геры преследовал змей Пифон. Посланный Зевсом ветер перенёс женщину к богу морей Посейдону. Тот в свою очередь поместил роженицу на остров, который накрыл волнами, и Пифон, не найдя Лето, вернулся на Парнас. Согласно аристотелику Клеарху, Лето рожала у пещеры Пифона. «И когда Пифон понёсся на них, Лето, имевшая на руках другого младенца, взошла на камень… и крикнула: „hie pai!“. Случилось, что Аполлон имел в руках стрелы. Это означало, будто бы кто-то сказал: „пускай, дитя“ и „мечи, дитя“».
Древние связывали рождение Артемиды и Аполлона и с другими местами Эллады, в том числе с Амфигенией в Элиде, окрестностями Эфеса (там существовал источник Ортигии), Ликией, Дельфами, Тегирой в Беотии (рядом с этим городом находилась гора под названием Делос), местностью Зостер в Аттике. Впрочем, Павсаний уточнил, что в Зостере Лето не рожала, а только развязала свой пояс перед родами. Некоторые авторы отождествляли остров Ортигия не с Делосом, а с соседним маленьким островком Ренея. По версиям, ещё более отличным от классической, Аполлон был сыном не Зевса, а Силена, Корибанта или Исиды и Диониса. Последняя версия, изложенная Геродотом, отводит Лето роль кормилицы и спасительницы божественного ребёнка.

### Другие мифы
Согласно первому гомеровскому гимну, Лето не пришлось кормить своих детей (или, как минимум, Аполлона) грудью: Фемида питала младенца нектаром и амброзией. После рождения детей Лето отправилась на южное побережье Малой Азии, к истокам реки Ксанф. Там она нашла источник, из которого захотела напиться, но местные пастухи её прогнали и замутили воду, чтобы нельзя было утолить жажду. Тогда богиня превратила крестьян в лягушек, «о твёрдые камни разбила их спины и плечи, всех бросила в источник и заставила жить под водою». Встреченные Лето волки, виляя хвостами, показали ей путь к Ксанфу; в их честь область и получила своё название Ликия (от др.-греч. λύκος — волк).
Схолиаст Пиндара пишет, что Лето растила детей на Делосе. Позже Артемида отправилась на Крит, а Аполлон — сначала в Ликию, потом в Дельфы; Делос юные боги оставили матери. Лето фигурирует и в других мифах, причём неизменно в связи со своими детьми. Так, однажды её попытался изнасиловать (в одной из версий мифа по приказу Геры) великан Титий. По словам Псевдо-Аполлодора, «увидев богиню Лето, охваченный страстью», он «стал тянуть ее к себе»; Аполлон и Артемида вовремя пришли на помощь к матери и застрелили Тития из луков. Ещё раз Аполлон с Артемидой заступились за мать, когда царица Фив Ниоба, имевшая множество детей, разгневала Лето разговорами о своей плодовитости и о том, что её дети красивее детей богини. Лето пожаловалась детям, и те стрелами умертвили всех или почти всех детей Ниобы. Погиб и муж царицы Амфион, которого застрелили либо вместе с детьми, либо позже — при попытке разорить святилище Аполлона. Существует альтернативная версия мифа, в которой Лето сама отомстила Ниобе за свои обиды, подстроив гибель её мужа Филотта на охоте и внушив её отцу Ассаону противоестественную страсть к ней. Получив отказ, Ассаон сжёг заживо всех детей Ниобы и покончил с собой.
Впоследствии, благодаря своим детям, Лето заняла почётное место на Олимпе. В сонме богов она всегда единодушна со своими детьми. Когда Аполлон в отместку за смерть сына Асклепия убил киклопов, ковавших молнии Зевсу, верховный бог был готов отправить его навечно в Тартар. Лето уговорила Зевса смягчить наказание и вместо преисподней отправить Аполлона на год в услужение смертному царю Фессалии Адмету. Во время Троянской войны Лето вместе с детьми вмешивалась в происходящее на земле, вставая на сторону троянцев: когда Аполлон спас Энея от неминуемой гибели, Лето с Артемидой вернули этому герою мощь и красоту. Во время приречной битвы, когда Гера, поддерживавшая ахейцев, обратила Артемиду в бегство, Лето подобрала лук и стрелы дочери и отнесла их на Олимп. Гермес, тоже участвовавший в схватке на стороне ахейцев, признал своё поражение: «Лета! сражаться с тобой ни теперь я, ни впредь не намерен: / Трудно сражаться с супругами тучегонителя Зевса. / Можешь, когда ты желаешь, торжественно между бессмертных, /Можешь хвалиться, что силой ты страшной меня победила».
На Олимпе Лето испытывает гордость за своих детей. Когда в чертоги Зеса входит Аполлон, она помогает сыну снять оружие и усаживает в кресло. В то время, как остальные боги трепещут, Лето радуется за сына и дочь.
В античном мире происходило сближение не только древнегреческих и древнеримских верований, но и древнеегипетских. В трудах Псевдо-Аполлодора, Антонина Либерала, Овидия миф о противоборстве Тифона с Зевсом дополняется описанием того, как убоявшиеся Тифона боги превратились в зверей, птиц и рыб и бежали в Египет. В этом антиковеды видят стремление греков и римлян в эллинистическую эпоху связать происхождение верований египтян, которые поклонялись богам, соединявшим черты человека и животного, со знакомыми им мифологическими персонажами. Лето во время бегства богов в Египет превратилась в землеройку.

## Культ
Образ Лето представляет собой архетип богини-матери, прославленной в детях. Также её почитали в качестве богини плодородия и «Куротрофос» — воспитательницы, кормилицы. Храмы и священные участки в честь богини располагались в различных частях Древней Эллады. В честь Лето был назван город Лато на Крите. Храм Летоон был одним из важнейших религиозных центров Ликии.
В источниках упоминаются жертвенники Лето, стоявшие в разных уголках Элады; как правило, богиню почитали вместе с её детьми. Так, в Зостере в Аттике рыбаки приносили жертвы Лето, Аполлону, Артемиде и Афине; Лето почитали в Делии в Беотии (в местном храме стояли статуи Лето, Аполлона и Артемиды), на горе Птоон, в Танагре, в Мантинее, на горе Ликона (Λυκώνη, восточном отроге Хаона) в Арголиде, в Эфесе, в Спарте и в других местах. На Делосе в посвящённом богине храме находились древнейшие фетиши Лето в виде неотёсанных поленьев; по одной из версий, это были остатки деревьев, за которые держалась богиня во время родов.
В Риме Лето отождествили с Латоной.
Российский историк, член Академии наук СССР Б. А. Рыбаков сближал Лето и Латону со славянской богиней Ладой. Он считал, что взаимосвязь Лето—Лада неоспорима и что это был древний индоевропейский вариант культа богини родов, который пережил различные видоизменения на греко-италийском юге и балто-славянском севере.

## В искусстве
Первый гомеровский гимн представляет собой пространный рассказ о том, как Лето искала место для родов. В честь этой богини был написан XXXV орфический гимн, она стала одним из персонажей «Илиады» Гомера. Гесиод в своей «Теогонии» упоминает «черноодёжную Лето», используя эпитеты «вечно милая» и «самая кроткая». Рождению Аполлона и Артемиды посвятил один из своих гимнов Каллимах; предположительно существовала комедия «Рождение Аполлона и Артемиды», написанная Филиском Керкирским. Мифу о Лето и Ниобе было посвящено одно из несохранившихся стихотворений Сапфо, которая называет двух героинь «бывшими близкими подругами». Тот же миф лёг в основу ряда античных пьес (их тексты практически полностью утрачены).
Античные художники и скульпторы чаще всего изображали Лето вместе с её детьми или в составе ещё более многолюдных композиций. Классический вариант сюжета, характерный и для античности, и для Нового времени, — молодая женщина-мать с двумя детьми, мальчиком и девочкой. Павсаний упоминает скульптурную группу работы Праксителя на эту тему, стоявшую в одном из храмов Мегары. Встречались и изображения одной Лето: тот же Пракситель создал статую для храма богини в Аргосе, его сын Кефисодот Младший — статую, которая во времена Плиния Старшего стояла в храме Аполлона на римским Палатине. Изображение аргосской статуи чеканили на монетах этого полиса. Кроме скульптур, изображения Лето сохранились и на нескольких античных вазах.
Мифологический сюжет о Лето и крестьянах, которые не дали богине напиться, стал популярным у художников северного маньеризма: он давал возможность соединить в одной картине черты пейзажа, мифологического и исторического жанров. Примером подобного воплощения сюжета является картина нидерландского художника Гиллиса ван Конинкслоо «Пейзаж с изображением мифа о Латоне и ликийских крестьянах». В 1689 году в парке Версальского дворца построили фонтан Латоны. В центре фигура женщины с детьми символизирует Лето, Аполлона и Артемиду, а расположенные ниже наполовину люди наполовину лягушки — ликийских крестьян.
| |                                                                            | |                                                                                 |
| «Аполлон убивает стрелами Тития, который намеревался изнасиловать Лето», 450—440 годы до н. э. Полигнот Лувр, Париж | «Аполлон и Лето», V век до н. э. Национальный археологический музей, Афины | «Пейзаж с изображением мифа о Латоне и ликийских крестьянах», вторая половина XVI века. Гиллис ван Конинкслоо Государственный Эрмитаж, Санкт-Петербург | «Латона с детьми Аполлоном и Артемидой» Чатсуорт-хаус, Дербишир, Великобритания |

## В астрономии
С именем Лето связано название двух астероидов. (68) Лето был открыт 29 апреля 1861 года немецким астрономом Робертом Лютером в Дюссельдорфской обсерватории, (639) Латона — 19 июля 1907 года немецким астрономом Карлом Лонертом в Гейдельбергской обсерватории.

## Толкование мифа
Некоторые антиковеды связывали имя Лето с корнем λητ- («ночь», «забвение»), который передаётся как led, leth. Такую этимологию мог подкрепить тот факт, что мать Лето Феба ассоциировалась у греков с Луной, а сестра Астерия — со звездой. Однако, по мнению большинства антиковедов, Лето представляет собой божество догреческого происхождения, а её имя имеет малоазийские корни и связано с ликийским словом «lada» — «жена», «мать». Эту гипотезу обосновывают, в частности, существованием культа Лето в Ликии и у догреческого населения Крита. С изначальной чужеродностью Лето для эллинского пантеона связывают её непримиримую вражду с Герой, долгие поиски места для рождения детей и поддержку, оказанную Лето троянцам.